# Campeonato Catarinense de Futebol de 2012
O Campeonato Catarinense de Futebol de 2012 é a 87ª edição do principal torneio catarinense entre clubes. Como na edição anterior, vai ser disputada em três divisões: a principal, a especial, e a de acesso, correspondendo, respectivamente, à primeira, segunda e terceira divisões.O campeão e o vice-campeão da divisão principal disputarão a Copa do Brasil de 2013.

## Divisão Principal

### Participantes
| Equipe            | Cidade        | Em 2011        | Estádio                            | Capacidade | Títulos (mais recente) |
| ----------------- | ------------- | -------------- | ---------------------------------- | ---------- | ---------------------- |
| Avaí              | Florianópolis | 4º (Principal) | Ressacada                          | 17.800     | 15 (2010)              |
| Brusque           | Brusque       | 6º (Principal) | Augusto Bauer                      | 5.000      | 1 (1992)               |
| Camboriú          | Camboriú      | 1º (Especial)  | Robertão                           | 3.500      | 0 (não possui)         |
| Chapecoense       | Chapecó       | 1º (Principal) | Arena Condá                        | 15.000     | 4 (2011)               |
| Criciúma          | Criciúma      | 2º (Principal) | Heriberto Hülse                    | 22.000     | 9 (2005)               |
| Figueirense       | Florianópolis | 3º (Principal) | Orlando Scarpelli                  | 19.069     | 15 (2008)              |
| Hermann Aichinger | Ibirama       | 2º (Especial)  | Baixada                            | 6.000      | 0 (não possui)         |
| Joinville         | Joinville     | 5º (Principal) | Arena Joinville                    | 22.400     | 12 (2001)              |
| Marcílio Dias     | Itajaí        | 8º (Principal) | Hercílio Luz                       | 10.000     | 1 (1963)               |
| Metropolitano     | Blumenau      | 7º (Principal) | Complexo Esportivo Bernardo Werner | 6.000      | 0 (não possui)         |

### Campeão
| Campeão Catarinense 2012 |
| ------------------------ |
| Avaí 16º Título          |

## Divisão Especial

### Participantes
| Equipe           | Município      | Em 2011         | Estádio                            | Capacidade | Títulos |
| ---------------- | -------------- | --------------- | ---------------------------------- | ---------- | ------- |
| Atlético Tubarão | Tubarão        | 3º (Especial)   | Estádio Domingos Silveira Gonzales | 3.500      | 2007    |
| Biguaçu          | Biguaçu        | 1º (Acesso)     | Acácio Zêunio da Silva             | 1.000      | ---     |
| Caxias           | Joinville      | 9º (Especial)   | Arena Joinville                    | 22.400     | 2002    |
| Concórdia        | Concórdia      | 9º (Principal)  | Domingos Machado de Lima           | 5.000      | ---     |
| Guarani          | Palhoça        | 5º (Especial)   | Estádio Renato Silveira            | 5.000      | 2003    |
| Hercílio Luz     | Tubarão        | 4º (Especial)   | Aníbal Costa                       | 10.000     | ---     |
| Imbituba         | Imbituba       | 10º (Principal) | Emília Mendes Rodrigues            | 5.000      | 2009    |
| Juventus         | Jaraguá do Sul | 7º (Especial)   | João Marcatto                      | 10.000     | 2004    |
| Porto            | Porto União    | 6º (Especial)   | Municipal Antiocho Pereira         | 7.000      | ---     |
| XV de Indaial    | Indaial        | 8º (Especial)   | Gigante do Vale                    | 1.000      | ---     |

### Campeão
| Campeonato Catarinense de 2012 - Divisão Especial |
| ------------------------------------------------- |
| Guarani 2º Título                                 |

## Divisão de Acesso

### Participantes
| Equipe         | Município      | Em 2011     | Estádio                       | Capacidade | Títulos |
| -------------- | -------------- | ----------- | ----------------------------- | ---------- | ------- |
| Caçador        | Caçador        | 2º (Acesso) | Carlos Alberto da Costa Neves | 6.500      | ---     |
| Inter de Lages | Lages          | 3º (Acesso) | Vidal Ramos Júnior            | 11.800     | ---     |
| Jaraguá        | Jaraguá do Sul | 6º (Acesso) | Estádio do Botafogo           | 1.000      | ---     |
| Maga           | Indaial        | 7º (Acesso) | Gigante do Vale               | 1.000      | ---     |
| NEC            | Navegantes     | ---         | Dr. Hercílio Luz              | 10.000     | ---     |
| Oeste          | Chapecó        | 4º (Acesso) | Índio Condá                   | 10.000     | ---     |

### Campeão
| Campeonato Catarinense de 2012 - Divisão de Acesso |
| -------------------------------------------------- |
| Caçador 1º Título                                  |